# Cankuzo (cratera)
Cankuzo é uma cratera marciana. Tem como característica 51 quilômetros de diâmetro. Deve o seu nome a Cankuzo, uma localidade do Burundi.